# Le amiche
Le amiche és una pel·lícula dramàtica italiana del 1955 dirigida per Michelangelo Antonioni i protagonitzada per Eleonora Rossi Drago, Gabriele Ferzetti, Franco Fabrizi, i Valentina Cortese. Basada en la novel·la de Cesare Pavese de 1949 Tra donne sole, Le amiche retrata un grup de cinc dones de classe alta a Torí i les seves diverses relacions amb els homes. Es va estrenar a la 16a Mostra Internacional de Cinema de Venècia on va ser guardonat amb el Lleó d'Argent.

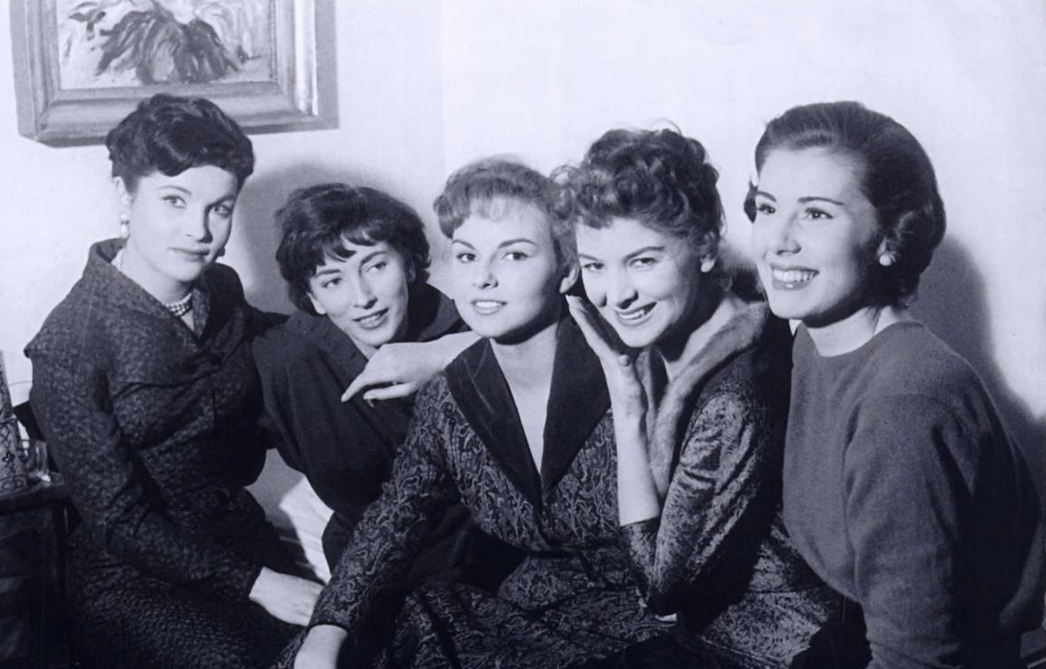
"Le amiche": Furneaux, Cortese, Pancani, Rossi Drago i Fischer.

## Argument
Clelia torna de Roma a la seva ciutat natal Torí, encarregada de supervisar l'obertura d'una sucursal del saló de moda romà on havia treballat anteriorment. Per casualitat, s'enfronta a l'intent de suïcidi d'una jove anomenada Rosetta i es familiaritza amb el seu cercle de socialistes de Torí. El grup inclou Rosetta, la coqueta Mariella, Momina, que viu separada del seu marit i té relacions canviants, i l'exitosa artista ceràmica Nene, que viu amb Lorenzo, un pintor no reconegut. Les obres de construcció del saló, l'obertura del qual només falta uns dies, encara no s'han acabat, per la qual cosa Clelia renya en Cesare, l'arquitecte responsable, que resulta ser l'afer de Momina. Durant la seva inspecció, la Clelia també coneix l'ajudant de Cesare, Carlo. Tot i que se sent atreta per ell, aviat s'enfronta als límits socials entre Carlo, que és d'ascendència obrera, i ella mateixa, independentment del fet que Clelia també hagi crescut en un dels barris pobres de Torí.
Després del retorn de Rosetta de l'hospital, les cinc dones, Cesare i Lorenzo fan un viatge a la platja. Es fa evident que Rosetta s'ha enamorat del company de Nene, Lorenzo, per a qui feia model i a qui havia intentat trucar la nit del seu intent de suïcidi. Rosetta li explica a la Clèlia el seu buit interior i que detesta la previsibilitat que l'envolta. La Clelia ofereix a Rosetta una feina al saló com un mitjà per trobar una perspectiva diferent de la seva vida.
La Rosetta intenta convèncer a Lorenzo perquè deixi la Nene per ella, però Lorenzo continua dubtant. Amb ganes de passar cada moment possible amb el seu amant, decideix no tenir l'oportunitat de treballar al saló de la Clelia. Durant l'acte inaugural, la Nene, que ha sentit l'atracció entre Rosetta i Lorenzo, li demana a Rosetta que el deixi anar. Quan el grup es troba més tard en un restaurant, Cesare es burla de Lorenzo per la seva manca d'èxit artístic, i els dos homes s'enfronten. Rosetta segueix Lorenzo, que li diu que no pot donar-li l'amor que busca d'ell. Lorenzo torna amb Nene, que finalment l'accepta, encara que això signifiqui renunciar a l'oportunitat d'anar a Nova York per a una exposició de la seva obra.
Poc després, Rosetta s'ofega al riu Po. Disgustada per l'autojustícia de la Momina davant la mort de la seva amiga, Clelia l'ataca per la seva fredor i cinisme davant els clients del saló i la seva empleadora. Convençuda que perdrà la feina, Clelia insinua a Carlo la possibilitat d'una relació, però quan la seva empresària li proposa tornar al saló de Roma, tria la seva carrera professional i la seva independència davant la perspectiva de convertir-se, segons les seves paraules, en "una dona pacífica en una casa modesta". Ella li demana que es trobi amb ella per darrera vegada, però Carlo no apareix, i obawec en secret la seva sortida al tren cap a Roma.

## Repartiment
- Eleonora Rossi Drago com a Clelia
- Gabriele Ferzetti com a Lorenzo
- Franco Fabrizi com a Cesare
- Valentina Cortese com a Nene
- Yvonne Furneaux com a Momina
- Madeleine Fischer com a Rosetta
- Anna Maria Pancani com a Mariella
- Luciano Volpato com a Tony
- Maria Gambarelli com a patrona de Clelia
- Ettore Manni com a Carlo

## Producció i llançament
Antonioni va adaptar el guió de la novel·la de Pavese en col·laboració amb Suso Cecchi d'Amico i Alba de Céspedes, assignant la dramatúrgia a d'Amico i el diàleg a Céspedes. Les alteracions de la font literària inclouen la perspectiva narrativa, que és únicament la de Clelia a la novel·la, a part dels múltiples punts de vista de la pel·lícula, i el motiu del suïcidi de Rosetta, que s'atribueix a una aventura lesbiana desafortunada amb Momina i una sensació general d'insensatesa al llibre de Pavese, mentre que la desafortunada aventura amb Lorenzo serveix d'explicació a l'adaptació. La pel·lícula es va rodar a Torí, produïda per la productora Trionfalcine de Roma.El vestuari femení va ser dissenyat per la casa de moda romana Sorelle Fontana.
Le amiche es va estrenar al Festival de Cinema de Venècia el 7 de setembre de 1955 i es va distribuir a Itàlia a través de Titanus. La pel·lícula va tenir un bon rendiment a la taquilla; dos anys més tard, es va estrenar a París amb el suport crític de la revista Positif. Als Estats Units, no es va mostrar abans que Antonioni s'hagués consolidat com a cineasta de prominència internacional amb L'avventura (1960). Es va estrenar al Regne Unit en el Festival de Cinema d'Edimburg de 1956, on no va tenir bona acollida.
A l'inici de la pel·lícula, alguns crítics, com el novel·lista Alberto Moravia, van comentar que l'enfocament d'Antonioni al seu material era limitat. En l'actualitat, la majoria de la crítica considera Le amiche com un important treball primerenc del director, que prefigura temes novament explorats en les seves pel·lícules posteriors, en particular a L'avventura, com la manca de connexió emocional entre els protagonistes i el buit dins d'ells.

## Premis
- 1955: 16a Mostra Internacional de Cinema de Venècia – Lleó d'Argent
- 1956: Sindicat Nacional de Periodistes Cinematogràfics Italians – Nastro d'Argento al millor director (Michelangelo Antonioni)[11]
- 1956: Sindicat Nacional de Periodistes Cinematogràfics Italians – Nastro d'argento a la millor actriu no protagonista (Valentina Cortese)[11]